# 真夜中のカルチャーBOY
『真夜中のカルチャーBOY』（まよなかのカルチャーボーイ）は、朝日放送ラジオ（ABCラジオ）で2021年10月2日（JST）から土曜未明（金曜深夜）に放送されている、音楽やカルチャーをメインにしたラジオ番組である。略称は「mayoboy（マヨボーイ）」。

## 概要
2014年4月から2021年9月まで放送されていた同局の深夜ワイド番組『よなよな…』火曜（2018年春改編以後は木曜）枠「なにわ筋カルチャーBOYZ」の流れを汲む番組である（提供のサラヤも同枠から引き継ぎ）。
「真夜中にカルチャーを語りつくす番組」をコンセプトに、音楽（アーティスト）、映画、ドラマといったカルチャー（文化）を毎週語る内容となっている。
初回放送では尾崎世界観（クリープハイプ）と田原俊彦の番組開始お祝いコメントが流された。

## 放送時間
- 2021年10月2日（1日深夜） - 2024年12月28日（27日深夜） 
  - 毎週土曜2:00 - 3:00（金曜深夜26:00 - 27:00、60分）[1]
- 2025年1月5日（4日深夜） -
  - 毎週日曜2:00 - 3:00（土曜深夜26:00 - 27:00、60分）[3]

キンレイpresentsカルチャー予備校が放送される場合は放送時間が30分延長され、3:30までとなる。

## 出演
- 鈴木淳史
1978年2月2日生まれのライター、インタビュアー、放送作家、編集者。愛称は『オピ兄』[1][4]。
「よなよな…」ではパーソナリティ兼構成を担当したほか、ABCラジオでは新進アーティストを紹介する『ミュータマ』（2021年4月3日（2日深夜）- 2024年12月29日の間放送）の出演・構成も担当していた[5]他、特別番組のパーソナリティを務めることもある[6]。

## コーナー
- 真夜中の緊急インタビュー部屋

ミュージシャンを中心に色々なゲストの方にインタビューを行う。
- SARAYAのOMIYA

ゲストにサラヤ商品の中からお土産をお持ち帰りしてもらうコーナー。
- カルチャー予備校

キンレイpresentsでプロレスなど毎回テーマを決めて講義を行なう不定期企画。